# Afrochthonius natalensis
Afrochthonius natalensis är en spindeldjursart som beskrevs av Beier 1931. Afrochthonius natalensis ingår i släktet Afrochthonius och familjen käkklokrypare. Inga underarter finns listade i Catalogue of Life.